# Cisterna del Nawab
La cisterna del Nawab és un dipòsit d'aigua artificial, que forma una mena de llac, situat a uns 3 km al sud de la ciutat de Banda, al districte de Banda, a Uttar Pradesh (Índia). Fou construït probablement al començament del segle xviii pel nawab de Banda, i per això porta aquest nom.